# Сарсаярви
Са́рсая́рви (Сарса-ярви; фин. Sorsajärvi) — озеро на территории Лоймольского сельского поселения Суоярвского района Республики Карелия.

## Общие сведения
Площадь озера — 0,5 км². Располагается на высоте 174,0 метров над уровнем моря.
Форма озера лопастная, продолговатая: вытянуто с севера на юг. Берега преимущественно заболоченные.
Озеро является промежуточным звеном в цепочке соединённых короткими протоками озёр: Хирвасъярви → Толвоярви → Юриккаярви → Сариярви → Юля-Толваярви → Сарсаярви → Ала-Толваярви. Из озера Ала-Толваярви вытекает река Толвайоки, которая впадает в озеро Виксинселькя, из которого, далее, через реку Койтайоки воды, протекая по территории Финляндии, в итоге попадают в Балтийское море.
С севера от озера проходит дорога местного значения, идущая из посёлка Вегарус к госгранице.
Название озера переводится с финского языка как «утиное озеро».
Код объекта в государственном водном реестре — 01050000111102000011677.